# Nicolas Métru
Nicolas Métru, auch Nicolas Metru (* um 1610 in Bar-sur-Aube; † 1668 in Paris), war ein französischer Komponist und Organist. 

## Leben
Nicolas Métru lebte ab 1631 in Paris und war von 1642 bis 1652 Organist der Pfarre Saint-Nicolas-des-Champs. Er war ebenfalls „maître de musique“ bei den Jesuiten als Nachfolger von Annibal Gantez, der ihn als einen der profiliertesten Lehrer der Hauptstadt bezeichnete. Jean Benjamin de La Borde (1734–1794) erwähnt in seinem Essai sur la musique ancienne et moderne von 1780, dass Métru neben François Roberday und Nicolas Gigault einer der Kompositionslehrer von Jean Baptiste Lully war.
Von seinen Werken sind drei Sammelbände mit „Airs et Fantaisies“ für zwei Gamben bekannt. Der erste Band erschien 1628, der dritte und letzte Band 1661. Des Weiteren erschienen beim Verleger Christophe Ballard in Paris mehrere „Airs de Cour“ in Sammlungen mit Werken anderer Komponisten.

## Werke
- Recueil des vers du Sr. G. de Baïf, mis en musique par N. Métru, chantez en l’alégresse de l’heureux retour du roy, Paris, 1628
- Fantaisies, a 2 viole, Paris, 1642
- Premier livre d’airs Paris 1646, verschollen
- Deuxième livre d’airs, Paris, 1646
- Troisième livre d’airs, Paris, 1661
- Missa ad imitationem moduli Brevis oratio, Paris, 1663
- Contrafacta, 1632